# العلاقات الفلبينية الفيتنامية
تشير العلاقات الفلبينية الفيتنامية إلى العلاقات الثنائية بين جمهورية الفلبين وجمهورية فيتنام الاشتراكية. تحسنت العلاقات بين البلدين بشكل ملحوظ منذ نهاية الحرب الباردة. أُشير إلى فيتنام أحيانًا على أنها الحليف العسكري الشيوعي الوحيد للفلبين. تعاون البلدان في مجالات التعليم، والسياحة، والزراعة، وتربية الحيوانات المائية، والتجارة، والدفاع. يملك البلدان مواقف متشابهة بشأن قضية بحر الصين الجنوبي، فدعمت فيتنام انتصار الفلبين في المحكمة الجنائية الدولية ضد الصين، وأيدت الفلبين إلى حد ما مطالبة فيتنام بباراسيل. يشترك البلدان بمطالبات متداخلة بشأن سبراتلي، ولكنهما لم يدخلا في مواجهات عسكرية، إذ يعتبر كل منهما الآخر حليفًا دبلوماسيًا وعضوًا في رابطة دول جنوب شرق آسيا.

## علاقات ما بعد الحرب الباردة
يمكن وصف العلاقات الثنائية بين البلدين مؤخرًا بأنها ودية، وذلك على الرغم من تحالف فيتنام مع الاتحاد السوفيتي والفلبين مع الولايات المتحدة خلال الحرب الباردة. ذهب الرئيس الفيتنامي ترونغ تان سانغ بزيارة دولة إلى الفلبين حيث التقى بنظيره الفلبيني الرئيس بنيغنو آكينو الثالث في 26 أكتوبر عام 2011. وقع البلدان أربع اتفاقيات بشأن البحرية وخفر السواحل والسياحة كجزء من خطة عمل الفلبين وفيتنام بين عامي 2011 و2016. دعمت اتفاقية مذكرة التفاهم تبادل المعلومات بين البحرية الفلبينية والبحرية الشعبية الفيتنامية.
ما يزال الفيتناميون يتبرعون لمساعدة الفلبين لدعم جهودها في إعادة التأهيل بعد الكارثة الطبيعية، من خلال جمعية الصليب الأحمر الفيتنامي، وذلك على الرغم من كونهما ضحايا إعصار هايان، والضرر الذي ألحقه بفيتنام والذي لم يكن كبيرًا مثل المتوقع.

### منازعات وقرارات بحر الصين الجنوبي
تملك الفلبين وفيتنام نزاعات إقليمية حول جزر سبراتلي إلى جانب بروناي والصين وماليزيا وتايوان. لا توافق الفلبين وفيتنام على خريطة الصين ذات النقاط التسع التي تستخدمها الصين كمبرر لمطالبتها في بحر الصين الجنوبي. التزم البلدان أيضًا باتباع نهج دبلوماسي متعدد الأطراف لحل النزاعات في بحر الصين الجنوبي مع مراعاة اتفاقية الأمم المتحدة لقانون البحار.
اعتُقد في ديسمبر عام 2015 أن القراصنة الذين كانوا من شعب المورو، وهم فلبينيون مسلمون أشرار مطلوبون لارتكابهم جرائم حرب في الفلبين، قد قتلوا صيادًا فيتناميًا في جنوب الصين، فأثار ذلك احتجاجًا فيتناميًا قويًا. أثار الحدث أيضًا غضبًا من الجانب الفلبيني، والذي كان يضطهد المجرمين المطلوبين الذين ربما تأثروا بالإرهاب الإسلامي. أيد البلدان مجموعة متنوعة من الاتفاقيات الدولية ضد الإرهاب في المنطقة.
حكمت محكمة العدل الدولية التابعة للأمم المتحدة لصالح جميع الحجج التي قدمتها الفلبين ضد ادعاءات الصين في بحر الصين الجنوبي في عام 2016 بعد معركة قانونية في لاهاي، ودمرت بشكل فعال ادعاءات الصين في الميدان القانوني الدولي. تلقت الصين حكم المحكمة الدولية على الرغم من أنها وقعت على احترام القوانين الدولية واتفاقية الأمم المتحدة لقانون البحار، وأرسلت المزيد من السفن العسكرية إلى بحر الصين الجنوبي، واستبدلت الشعاب المرجانية بجزر من صنع الإنسان تضم قواعد عسكرية وقاذفات صواريخ. دعمت فيتنام رسميًا الفلبين في قضية التحكيم ضد الصين، وذلك فيما يتعلق بمطالبة خريطة الصين ذات التسع نقاط ببحر الصين الجنوبي من البداية إلى النهاية.
تصدرت الفلبين وفيتنام بيان رابطة دول جنوب شرق آسيا لعام 2016، والذي تضمن مناقشات ودعوات ومعايير بشأن النزاعات البحرية في بحر الصين الجنوبي. حُجِب البيان من قبل الحليف الصيني كمبوديا، وذلك على الرغم من تلقيه الدعم من قبل 9 من أصل 10 دول أعضاء في الرابطة.
دفعت فيتنام لإدراج بيان أقوى ضد الحركات الصينية في بحر الصين الجنوبي في أغسطس عام 2017. أرسلت فيتنام سفينة نجحت في إنقاذ الفلبينيين الذين غرقوا بحادثة اصطدام السفينة الصينية بالفلبينية وغرق الأخيرة في مايو عام 2019، والتي تركت 22 صيادًا فلبينيًا عائمين على سطح الماء. حصلت فيتنام علي مديح الجانب الفلبيني.
دعمت الفلبين احتجاج فيتنام ضد الصين بعد حادث اصطدام السفينتين في أبريل عام 2020. قدمت كل من فيتنام والفلبين احتجاجات ضد ما يُطلق عليه بالصين «المناطق المبنية حديثًا» في بحر الصين الجنوبي.

## مقارنة بين البلدين
هذه مقارنة عامة ومرجعية للدولتين:
| وجه المقارنة                                              | الفلبين                       | فيتنام           |
| --------------------------------------------------------- | ----------------------------- | ---------------- |
| المساحة (كم2)                                             | 343.45 ألف                    | 331.69 ألف       |
| عدد السكان (نسمة)                                         | 104.92 مليون                  | 94.66 مليون      |
| الكثافة السكانية (ن./كم²)                                 | 305.49                        | 285.39           |
| العاصمة                                                   | مانيلا                        | هانوي            |
| اللغة الرسمية                                             | اللغة الفلبينية، لغة إنجليزية | اللغة الفيتنامية |
| العملة                                                    | بيسو فلبيني                   | دونغ فيتنامي     |
| الناتج المحلي الإجمالي (بليون دولار)                      | 313.60 مليار                  | 234.19 مليار     |
| الناتج المحلي الإجمالي (تعادل القوة الشرائية) بليون دولار | 743.90 مليار                  | 553.42 مليار     |
| الناتج المحلي الإجمالي الاسمي للفرد دولار أمريكي          | 2.90 ألف                      | 2.48 ألف         |
| الناتج المحلي الإجمالي للفرد دولار أمريكي                 | 7.39 ألف                      | 5.63 ألف         |
| مؤشر التنمية البشرية                                      | 0.668                         | 0.666            |
| رمز المكالمات الدولي                                      | +63                           | +84              |
| رمز الإنترنت                                              | .ph                           | .vn              |
| المنطقة الزمنية                                           | توقيت الفلبين                 | ت ع م+07:00      |

## مدن متوأمة
في ما يلي قائمة باتفاقيات التوأمة بين مدن فلبينية وفيتنامية:
- ترتبط مانيلا مع مدينة هو تشي منه باتفاقية توأمة منذ 1966.[33][33][33]

## منظمات دولية مشتركة
يشترك البلدان في عضوية مجموعة من المنظمات الدولية، منها:
| علم المنظمة | اسم المنظمة                                      | تاريخ انضمام الفلبين | تاريخ انضمام فيتنام |
| ----------- | ------------------------------------------------ | -------------------- | ------------------- |
|             | وكالة ضمان الاستثمار متعدد الأطراف               | 8 فبراير 1994        | 5 أكتوبر 1994       |
|             | منظمة الشرطة الجنائية الدولية                    | ?                    | ?                   |
|             | منتدى التعاون الاقتصادي لدول آسيا والمحيط الهادئ | 6 نوفمبر 1989        | 15 نوفمبر 1998      |
|             | منظمة حظر الأسلحة الكيميائية                     | ?                    | ?                   |
|             | منظمة التجارة العالمية                           | 1995                 | 11 يناير 2007       |
|             | الفريق المعني برصد الأرض                         | ?                    | ?                   |
|             | الأمم المتحدة                                    | 24 أكتوبر 1945       | 20 سبتمبر 1977      |
|             | مؤسسة التمويل الدولية                            | 12 أغسطس 1957        | 4 أغسطس 1967        |
|             | يونسكو                                           | 21 نوفمبر 1946       | 6 يوليو 1951        |
|             | مؤسسة التنمية الدولية                            | 28 أكتوبر 1960       | 24 سبتمبر 1960      |
|             | بنك التنمية الآسيوي                              | 1966                 | 1966                |
|             | الاتحاد الدولي للاتصالات                         | 25 مايو 1912         | 24 سبتمبر 1951      |
|             | أسيان                                            | 8 أغسطس 1967         | 28 يوليو 1995       |
|             | منتدى آسيان الإقليمي ‏                            | ?                    | ?                   |
|             | البنك الدولي للإنشاء والتعمير                    | 27 ديسمبر 1945       | 21 سبتمبر 1956      |
|             | المنظمة الهيدروغرافية الدولية                    | ?                    | ?                   |
|             | الاتحاد البريدي العالمي                          | ?                    | ?                   |

## وصلات خارجية
- موقع وزارة الخارجية الفلبينية
- موقع وزارة الخارجية الفيتنامية